# Kosta Karamatskos
Konstantin Karamatskos, detto Kosta (Stoccarda, 14 gennaio 1986), è un cestista tedesco.